# Adelson Castiau
Pour les articles homonymes, voir Castiau.
 Adelson-Joseph-Adolphe Castiau, né à Péruwelz le 10 juin 1804 et décédé à Paris le 19 décembre 1879, est un homme politique belge.
Il était fils de Gabriel-Joseph Castiau, fabricant de bonneterie, et de Marie-Thérèse Petit. 
La famille Castiau ou Castiau de La Mouche, est une vieille famille du Hainaut. 
Docteur en droit, avocat au Barreau de Tournai, homme politique belge francophone libéral, membre du parlement et de la députation permanente de la province de Hainaut à Tournai.
Un prix de l'Académie royale de Belgique porte son nom.

## Sources
- Le Parlement Belge 1831-1894. Données Biographiques, Bruxelles, Académie Royale de Belgique, Jean-Luc De Paepe, Christiane Raindorf-Gérard, 1996.
- Biografisch repertorium der Belgische parlementairen, senatoren en volksvertegenwoordigers 1830 tot 1.8.1965, R. Devuldere, Gand, R.U.G., thèse de licence en histoire inédite, 1965.
- Adelson Castiau. Sa carrière parlementaire, ses écrits, Ernest Discailles, Péruwelz, Imp. Delmée éd., 1878.